# 氣旋澤莉亞 (2025年)
強烈熱帶氣旋澤莉亞（英語：Severe Tropical Cyclone Zelia）是2024－2025年澳洲地區熱帶氣旋季第5個被命名的熱帶氣旋，亦是該季第4個強烈熱帶氣旋。
澤莉亞起源於一個在西澳洲上空形成的一個低氣壓，形成後一直向西南方移動並緩慢增強，在到達西澳洲西部沿岸時開始迅速增強並在該處徘徊，最終在黑德蘭港以東登陸，為當地帶來破壞性的颶風。

## 氣象歷史
澤莉亞起源於一個在2月7日形成於西澳以北的低氣壓，當時美國海軍研究實驗室將其編號為96S。當天晚上8時，澳大利亞國家氣象局將其升格為熱帶性低氣壓，並給予編號18U。在獲得編號後，一直穩定向西南移動並緩慢增強。隨著18U的結構明顯開始組織，在2月11日下午2時，聯合颱風警報中心將其升格為熱帶風暴，給予編號17S。6小時後，澳洲氣象局將18U升格為一級熱帶氣旋，命名為澤莉亞。在獲得命名後，受惠於高海溫、低風切變及高空極向流出，澤莉亞迅速增強。2月12日下午2時，澳洲氣象局將其升格為二級熱帶氣旋。同時，聯合颱風警報中心將其升格為一級熱帶氣旋。同日晚間，澤莉亞發展出一中心密集雲團區，澳洲氣象局將其升格為三級強烈熱帶氣旋。晚間11時，澳洲氣象局將其升格為四級強烈熱帶氣旋。2月13日凌晨2時，隨著澤莉亞的中心密集雲團區迅速擴展及變得對稱並發展出一個模糊的風眼，聯合颱風警報中心將其升格為二級熱帶氣旋。上午，澤莉亞的風眼變得清晰，使聯合颱風警報中心直接將其升格為四級熱帶氣旋。下午2時，澳洲氣象局將其升格為五級強烈熱帶氣旋。同時，澤莉亞進入眼牆置換循環。2月14日正午12時半左右，澤莉亞在黑德蘭港以東北登陸，登陸強度為四級強烈熱帶氣旋。下午2時，澳洲氣象局將其降格為四級強烈熱帶氣旋。同時，聯合颱風警報中心將其降格為三級熱帶氣旋。

## 影響

#### 西澳
气旋泽莉亚导致此处多所学校停课。两间疏散中心因此风暴而开放。此外，风暴也造成此多条高速公路关闭，丹皮尔 (西澳大利亚州)和瓦拉努斯岛的贸易也宣告展延。当局对帕尔杜路屋到惠姆克里克发布了气旋警报。

## 外部連結
- （英文）澳大利亞氣象局（页面存档备份，存于）
- （英文）聯合颱風警報中心首頁 （页面存档备份，存于）
- （英文）巴布亞紐幾內亞國際氣象服務（页面存档备份，存于）